# 123 هـ
123 هـ هي سنة في التقويم الهجري امتدت مقابلةً في التقويم الميلادي بين سنتي 740 و741.

## وفيات
- عبد الملك بن قطن الفهري
- عقبة بن الحجاج السلولي
- محمد بن محيصن